# Meria (Gruzja)
Meria – wieś w Gruzji, w regionie Guria, w gminie Ozurgeti. W 2014 roku liczyła 1494 mieszkańców.